# 高知東生
高知 東生（たかち のぼる、1964年12月22日 - ）は、日本の俳優、歌手、タレント、小説家である。高知県高知市出身。2015年秋頃芸能界を引退したが、2018年からフリーで芸能活動を再開。元妻は、あいだももと高島礼子。

## 来歴・人物
高知市立追手前小学校（閉校）、明徳義塾中学校・高等学校卒業。

### 幼少期
高知県高知市で幼少期を送る。物心ついた頃から両親はおらず、祖母と叔父夫婦に育てられた。家族の輪には入れてもらえず、誕生日ケーキや豪華な食事を自分だけ食べさせてもらえないこともあり、子供心ながらに辛かったという。祖母からは「あんたは犬と一緒に箱に入れられて、鏡川に捨てられていて、祖父が拾ってきた」と聞かされた（なお、実際には祖父は本人誕生前に亡くなっている。）。
しかし、小学2年の時にそんな祖母から突然「あんたにとって大切なおばさんを紹介する」と告げられる。祖母に連れられて家の外に出ると真っ黒な車が数台並んでおり、車からスーツを着込んだ男性数人が出て来て、後部座席のドアに日傘を掲げられながら和服姿の女性が降りてきたという。この「おばさん」はたびたび彼の元に会いに来ては、野球のグローブやスパイクなどを気前よく買い与えた。
小学5年のころには、彼女が母だと祖母から知らされ、母親と2人で一緒に暮らすことになる。当初は「自分にも母親がいた」という事実に喜んでいたが、実母は毎晩酔っぱらって帰ってくるような人間で、テーブルにお金だけ置いて2～3日帰ってこないため、いつの間にか嫌いになっていたという。「お父さんよ」と紹介された男性もいたが、彼もたまに家に来るかどうかという家庭環境であり、小学生ながらにして孤独な生活を過ごした。
この男性は暴力団組員であり、三代目山口組では最高幹部を務め、後に一和会最高顧問となった中井組組長中井啓一であった。高知の母親はその愛人であり、デパートに行くときですらスーツを着た若い衆たちが何人も車に乗ってついてきたという。本人も「うちは普通じゃない」と薄々感づいてはいたが、「もう捨てられたくない」という気持ちもあり、真実を母に確認したことはなかったという。この小学生時代に高知市街でスカウトされ、四国電力のCMに出演した経験がある。複雑な家庭環境の中で母や家族に対する嫌悪感が増していき、家庭から逃げ出したい一心で全寮制の明徳義塾中学校・高等学校に進学した。
明徳義塾では野球部員となり、高校3年生の春に同校は初の甲子園出場を決めた（自身はベンチ入りせず）。この時期に長らく会っていなかった母と再会する。幼年期とは打って変わって仲の良い親子の時間を過ごしていたが、ある日突然母が自分で車を運転し、切羽詰まった様子で寮に押しかけ「今すぐ進路を決めてほしい」と迫ったという。「任侠の世界だけは絶対にダメと言うので、じゃあ、普通に就職するよと言ったら安堵した様子でした」と後に本人が語っている。高知と別れた一時間後、母は車でトンネルの入り口に突っ込み、自殺したという。
母の死後、祖母と役所で戸籍を確認しに行った所、父親だと思っていた暴力団の親分とは血のつながりがなく、実父は別の人物だったと知らされた。実父も暴力団組員で他県で大親分をしていた人物であった、母はその人の愛人でもあった。「親父のくせに何してんだよ」という怒りをぶつけるために実の父親に会いに行ったが、彼が自分と同じ年齢くらいの息子と幸せそうに過ごす光景を見てしまい、何も言う気がなくなり引き返す。関わった大人が皆嘘をついており、誰も信用できなくなり、高知で暮らすことが苦しくなってしまい、地元を離れる決心をしたという。

### 上京
母の死後、20歳のとき、矢沢永吉の『成りあがり』を片手に、所持金6万円で上京。矢沢と同じように横浜から自身のストーリーを始めるつもりだったが、フェリーで行ったら東京に着いてしまい、どうやって横浜に行ったらいいのかも分からず。ホームレスとなり、原宿を徘徊した。後に、「死にたかったからホームレスになったわけじゃない。生きたかったからホームレスになった。居場所がどこかにあると信じていた。」と当時を振り返った。夜はホストクラブで働き、成りあがるチャンスをうかがう。この時期に薬物に手を染めた。23歳のとき、デパートで働いた後、同郷の友人とAVの会社を興す。最初の妻・あいだももは当時一世を風靡したAV女優だった。

### 俳優として
28歳のとき、ディスコで嶋大輔と喧嘩して嶋と仲良くなり、これをきっかけに嶋の事務所から1993年、高知東急（たかちのぼる）名義で芸能活動を開始。当初、本名である大崎丈二の名でデビューしようとしているが、芸名の由来は所属した芸能事務所でプロフィールを作成する上で生い立ちを知りたいと伝えられた際、高知は正直に生い立ちを説明した。その話を聞いた事務所は本名でのデビューは止めるべきだと判断し、「高知」県から「東」京に「急」いで「東急（登る）」と命名した。
1996年、元妻あいだももと離婚。同年、東急の略称を持つ東京急行電鉄（当時。法人としては2022年現在の東急株式会社）側から「高知県に東急グループがあると誤解を招く恐れがある」として不正競争防止法を根拠に高知東急の芸名使用停止訴訟を受け、1998年に高知の敗訴が確定し「東京で生きる」という意味を込めて東生に改名（読みは変更なし）。
1999年2月に2年間の交際を経て高島礼子と再婚。あいだ、高島の両方との間に子はいない。仲の良い俳優は、嶋大輔や中野英雄、高橋克典、小沢仁志などがいる。2005年に出身地・高知のよさこい祭りに自らプロデュースしたチーム「飛龍〜灼と寂〜」で参加、地区競演場連合会奨励賞を受賞した。俳優としてはNHK大河ドラマ『元禄繚乱』や『課長島耕作』、映画『新・仁義なき戦い/謀殺』などに出演。またテレビタレントとしても活動した。
2015年6月末をもって所属していたマジックカンパニーを退社、同年秋頃に芸能界を引退した。同年12月公開の映画『W〜二つの顔を持つ女たち〜』が最後の出演作となった。引退理由について当初は「義父である高島の父の介護に専念するため」と報道されたが、高知はYouTubeの動画で否定している。
2016年6月24日、覚醒剤と大麻所持の容疑で横浜市内のラブホテルで逮捕され、同時に不倫も発覚。逮捕時に麻薬取締官に対し、これで薬物をやめられると思い「本当に来てくれてありがとうございます」と伝えたという。
同年8月1日、高島との離婚を発表。同年9月15日、懲役2年執行猶予4年（求刑懲役2年）の判決を受けた。逮捕前からエステ店を経営していたが、2017年12月に閉店が報じられた。2018年4月、Twitterを2年ぶりに更新する。
2019年2月、依存症の当事者が体験を語り合い回復支援を行う自助グループに出会い、現在も自身の回復のために出席し続けている。同年9月「ASK依存症予防教育アドバイザー」の資格を取得し、現在は依存症の啓発や予防教育のイベントなどで講演活動をしている。
2020年9月末に執行猶予期間が終了することを受け、女性セブンからのインタビューで初めて幼少期の生い立ちについて詳しく語った。現在はYouTubeチャンネル「ギャンブル依存症問題を考える会」（現：たかりこチャンネル）のMCとして活動している。
2020年3月1日に厚生労働省主催のイベント「依存症の理解を深めるための普及啓発イベント」に清原和博、杉田あきひろ、塚本堅一と共に登壇した際、ウェブ配信ドラマの撮影に参加したことを明かし、5月11日、Twitter配信ドラマ『ミセス・ロスト〜インタベンショニスト・アヤメ』での俳優業復帰が発表された。
2022年10月19日放送の『ハートネットTV「私のリハビリ・介護」』（NHK Eテレ）で久々のテレビ出演を果たし、薬物依存から抜け出せなかった過去や執行猶予中の悩みについて語った。

## 出演

### テレビドラマ
NHK
- 元気をあげる〜救命救急医物語（1996年）
- 新・半七捕物帳（1997年）
- 青燈（1997年、NHK BS-2）
- 新・腕におぼえあり よろずや平四郎活人剣 第4回「子さらい」（1998年10月2日） - 友次郎
- 元禄繚乱（1999年1月 - 12月） - 岡島忠宗（諸藩武士）
- もっと恋セヨ乙女（2004年） - 水川清四郎
- 大岡越前2 第2回「狙われた越前」（2014年10月10日、NHK BSプレミアム） - 伊佐治

日本テレビ
- 西遊記（1994年4月） - 英竜
- ザ・シェフ（1995年10月21日・28日）
- せいぎのみかた（1997年4月、讀賣テレビ放送） - 河原真一
- P.A.（1998年10月） - 三沢竜太郎
- 火曜サスペンス劇場 秋のSP 外科医有森冴子 「告知」 がん告知は間違いだったのか…遺族の告発と父娘の千羽鶴（2000年10月3日）
- 別れさせ屋（2001年、読売テレビ） - 倉本
- 歓迎!ダンジキ御一行様 第4話 - 第6話（2001年）
- 火曜サスペンス劇場
  - 「検事霞夕子18」（2001年） - 田部井俊彦（アパレル関連会社経営）
- 乱歩R 第5話「白髪の連続殺人鬼！復讐の裏側に涙の恋」（2004年2月9日、読売テレビ） - 若槻優次
- 課長島耕作（2008年6月25日・2008年10月1日） - 木暮久作（探偵）
- 連続ドラマ小説 木下部長とボク（2010年、読売テレビ） - 丸々通信社 君島部 大塚（ホスト）
- デカ007（2010年4月26日） - 工藤隆史（密輸グループ）
- 桜からの手紙 〜AKB48 それぞれの卒業物語〜（2011年） - 高橋みなみの父親
- お助け屋☆陣八（2013年2月、読売テレビ） - 箕田工務店社長 箕田凌

TBS
- いつか好きだと言って（1993年1月） - 石井隆介
- 男嫌い（1994年7月）
- とっても母娘（1995年1月） - 桜木研二
- 月曜ドラマスペシャル
  - 「草津湯けむりツアー殺人事件」（1996年）
  - 「早乙女千春の添乗報告書3 草津湯けむりツアー殺人事件（1996年9月）
  - 「山村美紗サスペンス 京都・金沢殺人事件」（1998年）
- 恋のためらい（1997年10月） - 滝口譲
- Y氏の隣人 第2話「ライフビデオ」（1998年）
- サラリーマン金太郎2（2000年4月） - 東山英治
- こちら第三社会部（2001年） - 田中正夫
- 高原へいらっしゃい（2003年） - 五十嵐俊彦
- 月曜ミステリー劇場
  - 「早乙女千春の添乗報告書14」（2003年） - 黒岩哲也
  - 「浅見光彦シリーズ18 華の下にて」（2004年）
- 新しい風（2004年） - 山岡鉄也
- 罠の交差点（2008年）
- ひるドラ オーバー30（2009年1月5日、CBCテレビ） - 江藤直之
- 水戸黄門 (パナソニック ドラマシアター)
  - 第40部（2009年7月 - 2009年） - 臥雲坊
  - 第42部 第17話「さらわれた黄門さま -琴平-」（2011年2月14日） - 左源太
- クロヒョウ2 龍が如く 阿修羅編（2012年、MBS） - 飯島賢也
- ハンチョウ〜警視庁安積班〜 シリーズ6 第3話「8年前の指紋…殺人犯をかばう町医者の秘密」（2013年1月28日） - 小倉孝信
- 同窓生〜人は、三度、恋をする〜（2014年） - 青木圭（整形外科医）

フジテレビ
- 半熟卵（1994年10月、フジテレビ・AVEC） - 教師
- ピュア（1996年1月）
- 男の選びかた（1997年1月 - 3月、東海テレビ放送・泉放送制作） - 恭
- 金曜エンタテイメント
  - 「お気らく主婦の豪華エステリゾート殺人事件1」（1998年） ‐ 黒瀬直也
  - 「昼下がり・社宅奥様探偵団」（1998年）
  - 「ダブルカップル探偵」（1999年）
  - 「おだまりコンビ4「芸能界殺しの輪舞（ロンド）」（2002年） - 嶋崎潤一（音楽プロデューサー）
  - 「花村杏介シリーズ 娘道成寺伝説殺人事件」（2002年）
  - 「仕置き代理人 鏡俊介の痛快事件簿」（2005年） - 出雲弘樹
- こいまち 第2話 高知激走200キロ!追いかけろ 結婚!（1999年、関西テレビ放送） - 諸積良
- はるちゃん3（1999年4月 - 7月、東海テレビ） - 瀬川剛司
- 鉄甲機ミカヅキ（2000年10月 - 2001年3月） - 木場勇
- 編集王 第4話（2000年） - 東出尚之
- 恋するトップレディ（2002年1月 - 3月） - 小早川亮
- ホーム&アウェイ 第1話（2002年） - 剣崎松司
- E.YAZAWA 成りあがり（2002年）
- あなたの隣に誰かいる（2003年10月 - 12月） - 藤成正毅
- 彼女たちのクリスマス（2002年、関西テレビ）
- 運命の出会い〜サラブレッドにかけた夢〜（2004年、関西テレビ）
- 曲がり角の彼女（2005年4月 - 6月） - 谷村誠
- 結婚できない男（2006年7月 - 9月、関西テレビ） - 金田裕之（建築家）
- 鬼嫁日記 いい湯だな（2007年4月 - 6月、関西テレビ） - 高岡健作（美容師）
- 美しい隣人（2011年1月 - 3月、関西テレビ） - 筧雅彦
- 黄昏流星群〜星降るホテル〜（2012年6月、関西テレビ） - 吉田
- GTO（2012年7月 - 9月、関西テレビ） - 橋本哲夫（音楽教師）
  - GTO 秋も鬼暴れスペシャル（2012年10月2日）
  - GTO 完結編 〜さらば鬼塚! 卒業スペシャル〜（2013年4月2日）
- 潔子爛漫〜きよこらんまん〜（2013年、東海テレビ） - 二宮盛道
- 金曜プレステージ
  - 「検事・霞夕子5 幻の罪」（2013年） - 大野貞敏（秘書）
- ファースト・クラス（2014年4月 - 6月） - 秋葉

テレビ朝日
- エリアコードドラマ
  - 「アロハ暖房」（1994年、北海道テレビ）
  - 「TV局物語 今にみてろ」（1995年、北海道テレビ）
- 土曜ワイド劇場
  - 「少女Aの殺人」（1996年）
  - 「おとり捜査官・北見志穂 ラッシュアワー連続殺人事件!」（1998年）
  - 「万引きウオッチャー小林みなみ事件日誌!」（2000年）
  - 「警視庁女性捜査班3」（2001年）
  - 「万引きウォッチャー小林みなみ事件日誌!2」（2002年）
  - 「法医学教室の事件ファイル スペシャル!」（2004年）
  - 「×イチ女刑事 ONNA-DEKA 白い恐怖!」（2005年）
  - 「火災調査官・紅蓮次郎8 この家じゃない…! 間違えて放火した女?」（2008年）
  - 「広域警察2 時効廃止が運命を変えた!」（2011年）
- 家政婦は見た!（1997年）
- そして、友だち（2000年1月8日）
- 眠れぬ夜を抱いて（2002年） - 本間秀夫
- 暴れん坊将軍XII 第10話「雨の目撃者!牢獄に通う吉宗の母」（2002年9月9日） - 鬼火の伊平次
- 天罰屋くれない 闇の始末帖（2003年） - からくり竜次
- ミステリー民俗学者 八雲樹（2004年） - 築島耕太
- 忠臣蔵（2004年） - 小山田庄左衛門
- 熟年離婚（2005年） - 渋沢司
- 夢縁坂骨董店（2005年、朝日放送）
- 新・桃太郎侍 第三話 「桃さんVS金さん!? 父に誓った涙の友情…」（2006年） - 大岩金太郎
- だめんず・うぉ〜か〜（2006年）
- 素浪人 月影兵庫（2007年7 - 9月） - 榊原東馬
- 交渉人〜THE NEGOTIATOR〜（2008年1月 - 3月） - 蓮見芳樹
- 柳生一族の陰謀（2008年） - 名古屋山三郎
- 松本清張生誕100年スペシャル・夜光の階段（2009年） - 桜田健
- 交渉人2〜THE NEGOTIATOR〜（2009年10月 - 12月） - 蓮見芳樹
- エンゼルバンク〜転職代理人（2010年） - 唐木田力哉
- 警視庁継続捜査班（2010年） - 宮川学
- スペシャルドラマ「夏子と天才詐欺師たち」（2010年8月、ABC制作） - 北島雄一郎
- 俺の空〜刑事編〜（2011年） - 辰巳大悟
- スペシャルドラマ「灰色の虹」（2012年5月） - 秋成良治
- お天気お姉さん（2013年4月 - 6月） - 亀岡巧

テレビ東京
- 別れたら好きな人（1999年） - 藤本孝志
- ノサップ岬の女（2002年）
- 警部補・鳴沢了 破弾（2005年） ‐ 井村哲夫
- 忠臣蔵 瑤泉院の陰謀（2007年） - 富森助右衛門
- 逃亡者 おりんスペシャル【紅蓮の巻】（2008年9月19日） - 次郎吉
- 戦国疾風伝 二人の軍師 秀吉に天下を獲らせた男たち（2011年1月2日） - 江田善兵衛
- 大江戸捜査網2015〜隠密同心、悪を斬る!（2015年1月2日） - 田沼意知
- 水曜ミステリー9
  - 「看護師・戸田鮎子の推理カルテ」（2012年7月11日） - 北野瑛二
  - 「密会の宿10」（2013年8月7日） - 飯倉晋平
  - 「作家探偵・山村美紗3・京都・舞妓殺人 死者からの招待状」（2013年11月6日） - 後藤渉

WOWOW
- 隠蔽指令（2009年10月 - 11月） - 菊川礼次郎

### バラエティ番組ほか
- ウラネタ芸能ワイド 週刊えみぃSHOW （読売テレビ） - 初代MC（1999年4月〜1999年7月頃）
- 日本史サスペンス劇場 （日本テレビ） - 徳川家康・石川五右衛門
- run for money 逃走中 / battle for money 戦闘中（フジテレビ） - 高月ハンゾウ[24]

### ドキュメンタリー
- テレメンタリー2020「55歳からの生き直し 〜高知東生と薬物依存の8ヶ月〜」（2020年10月18日、テレビ朝日（朝日放送テレビ制作））

### Webドラマ
- ミセス・ロスト～インタベンショニスト・アヤメ（2020年5月14日 - 6月11日、「ギャンブル依存症問題を考える会」Twitter） - ギャンブル依存症 美咲の夫 役[25]

### 映画
- 武闘派仁義 全面抗争篇（1993年）
- 熱血ゴルフ倶楽部（1994年） - 高山商事 営業部 芝原貴範
- 修羅がゆく3 -13（1996年）- 本郷組幹部 坂井
- BLOOD（1999年） - 神山政之
- 女帝 SUPER QUEEN（2001年） - 伊達直人
- 新・仁義なき戦い/謀殺（2003年、東映） - 尾田組若頭補佐 佐奈田恒
- 三浦和義事件 もう一つのロス疑惑の真実（2004年7月） - 主演・三浦和義
- インディアン・サマー（2004年） - 松井和彦
- 魁!!クロマティ高校 THE★MOVIE（2004年） - プータンの相棒
- 男たちの大和/YAMATO（2005年12月） - 川添
- 酒井家のしあわせ（2006年） - 堤曜造
- オーバーヒート 輝きの先に（2007年）
- 次郎長三国志（2008年） - 甲斐の祐典仙之助
- 交渉人 THE MOVIE タイムリミット高度10,000mの頭脳戦（2010年2月） - 蓮見芳樹
- TAKAMINE〜アメリカに桜を咲かせた男〜（2011年 春）
- メンゲキ!（2012年1月公開、メディア4） - 逸品まさお（※特別出演）
- デイズ 私がアイツになった時…（2014年） - 佐伯雄二
- 忘れ雪（2015年11月） - 清一郎
- W〜二つの顔を持つ女たち〜（2015年12月） - 濱口明正
- アディクトを待ちながら（2024年6月）

### Vシネマ
- パチスロ攻略王 GET LUCK アルゼ・スペシャル（1999年） - 主演・柏木京介
- 実録・鯨道1 土佐遊侠外伝 青春編（2000年） - 中井組組長 中井啓一
  - 実録・鯨道2 土佐遊侠外伝 抗争完結編（2000年）
- 実録・日本ヤクザ抗争史 鯨道5 侠骨 死闘編（2001年）
  - 実録・日本ヤクザ抗争史 鯨道6 侠骨 完結篇（2001年）
- 実録・鯨道8 瀬戸内戦争「道後白昼市街戦」矢嶋長次（2001年） - 主演・矢嶋長次
- 実録・日本やくざ烈伝 義戦2 昇華篇（2001年）
- 偽装殺人（2001年） - 井坂（刑事）（※友情出演）
- 実録・柳川組 大阪戦争百人斬り（2002年、タキコーポレーション） - 大分 吉水組組員 南沢健次
- 実録・広島四代目 シリーズ（2004年）全3作 - 竹野博士
  - 実録・広島四代目 第一次抗争編（2004年3月）
  - 実録・広島四代目 第二次抗争編（2004年4月）
  - 実録・広島四代目 抗争完結編（2004年5月）
- 実録・名古屋やくざ戦争 統一への道3（2004年3月） - 札幌 忠字家一家 川竜会 徳島組組長 徳島康正
- 実録・名古屋やくざ戦争〜統一への道 完結編〜（2004年6月）
- 浪商のヤマモトじゃ! 鬼監督のヤマモトじゃ!（2005年）
- ネオン蝶 第二幕（2013年）

### 舞台
- コシノものがたり（2005年）

### CM
- 四国電力（小学生時）
- たかの友梨ビューティークリニック
- 美しが丘nikko（愛媛県ローカルCM）
- 香川・高松 nikko town（香川県ローカルCM）（上記の美しが丘nikkoと同系列）

### ゲーム
- アナザー・マインド（1998年、スクウェア） - 明円輝夫
- クロヒョウ2 龍が如く 阿修羅編（2012年、セガ） - 秋田靖人

### ウェブ番組
- デモクラシータイムス（YouTube、2020年12月18日、2023年2月5日、2024年6月25日）
- 街録ch〜あなたの人生、教えて下さい〜（YouTube、2021年10月）

### ラジオ
- 清水節子のムーンナイトトーク（ラジオ日本 毎週水曜日 22時15分 〜 22時30分）- 準レギュラーとして出演

## 音楽作品

### 参加作品
- 粋な関係（2022年11月2日） - 清水節子・高知東生名義。清水節子のシングル「雨のバル」に収録。

## 文筆作品

### 単行本
- 生き直す 私は一人ではない（2020年9月4日、青志社） ISBN 978-4865901078
- 土竜（2023年1月25日、光文社） ISBN 978-4334915087

### 雑誌掲載
小説
- 「シクラメン」 - 『小説宝石』2021年2月号（光文社）
- 「アロエの葉」 - 『小説宝石』2021年4月号（光文社）
- 「昼咲月見草」 - 『小説宝石』2021年8･9月合併号（光文社）
- 「リラ」 - 『小説宝石』2021年11月号（光文社）
- 「喧嘩草」 - 『小説宝石』2022年1･2月合併号（光文社）
- 「梔子」 - 『小説宝石』2022年3月号（光文社）
- 「ジャングルジム」 - 『小説宝石』2022年11月号（光文社）
- 「フープ」 - 『小説宝石』2023年8月号（光文社）
- 「肋木」 - 『小説宝石』2025年7月号（光文社）